# Světový pohár v biatlonu 2016/2017 – Pokljuka

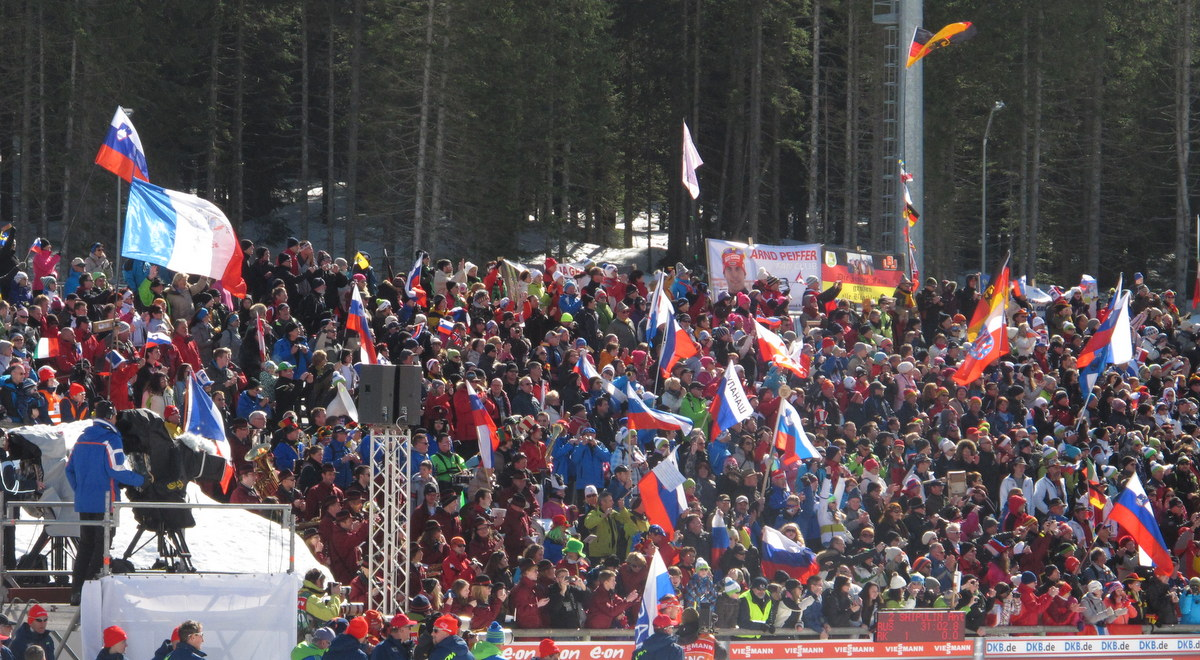
Dějiště světového poháru ve slovinské Pokljuce (2014)

2. podnik Světového poháru v biatlonu v sezóně 2016/17 probíhal od 5.  do 11. prosince 2016 ve slovinské Pokljuce. Na programu podniku byly závody ve sprintech, stíhací závody a štafety mužů a žen.

## Program závodů
Oficiální program:
| Datum        | Disciplína           | Začátek (SEČ) | Počet závodníků |
| ------------ | -------------------- | ------------- | --------------- |
| 9. prosince  | Sprint (muži)        | 11:30         | 104             |
| 9. prosince  | Sprint (ženy)        | 14:15         | 105             |
| 10. prosince | Stíhací závod (muži) | 11:45         | 59              |
| 10. prosince | Stíhací závod (ženy) | 14:45         | 57              |
| 11. prosince | Štafeta muži         | 11:15         | 24 týmů         |
| 11. prosince | Štafeta ženy         | 14:30         | 23 týmů         |

## Průběh závodů

### Sprinty
Závod mužů probíhal za jasného počasí a slabého větru, a proto mnoho závodníků zastřílelo obě položky čistě. Z českých reprezentantů se to podařilo Michalu Krčmářovi, který dokázal zrychlovat svůj běh a nakonec dojel devátý. Michal Šlesingr běžel stejně rychle, ale při druhé střelbě nezasáhl jeden terč. Navíc střílel pomaleji a skončil o 16 míst za ním. Ondřej Moravec s jednou chybou při střelbě vleže dojel jako 31. Adam Václavík a Tomáš Krupčík dokončili na 50. a 51. místě – dělila je od sebe jen jedna desetina sekundy. Závod vyhrál podle očekávání Martin Fourcade. Po druhé střelbě sice o sekundu vedl Johannes Thingnes Bø, ale Fourcade dokázal v posledním kole výrazně zrychlit a zvítězil s náskokem téměř čtvrt minuty.
Ve sprintu žen se čeští trenéři rozhodli nasadit nejlepší závodnice až do druhé poloviny startovního pole – očekávali, že se snižující se teplotou by se mohla trať zrychlovat. Gabriela Soukalová zahájila závod rychlým během a čistou střelbou vleže. Vstoje však nezasáhla jeden terč, což trenér Vítek komentoval slovy „Byl to kalibr, bohužel nespadl. Před startem byla Gábina nervózní, ale zvládla to výborně.“ Koukalová dokončila závod na sedmém místě. Eva Puskarčíková střílela obě položky čistě a po druhé střelbě byla na průběžném pátém místě. V závěru však zpomalovala a dojela osmá, jen čtyři desetiny sekundy za Koukalovou. Veronika Vítková nezasáhla dva terče při první střelbě a skončila na 30. místě.
Zvítězila Laura Dahlmeierová, která rychlým během v posledním kole předstihla překvapení tohoto závodu – Francouzku Justine Braisazovou. Pro tu druhé místo znamenalo první medailové umístění v závodech světového poháru. Překvapila také za Slovensko závodící Anastasia Kuzminová, která se do světového poháru vrátila po mateřské přestávce. Bezchybnou a rychlou střelbou útočila na medailové pozice, v posledním kole ji však docházely síly a dokončila šestá.

### Stíhací závody

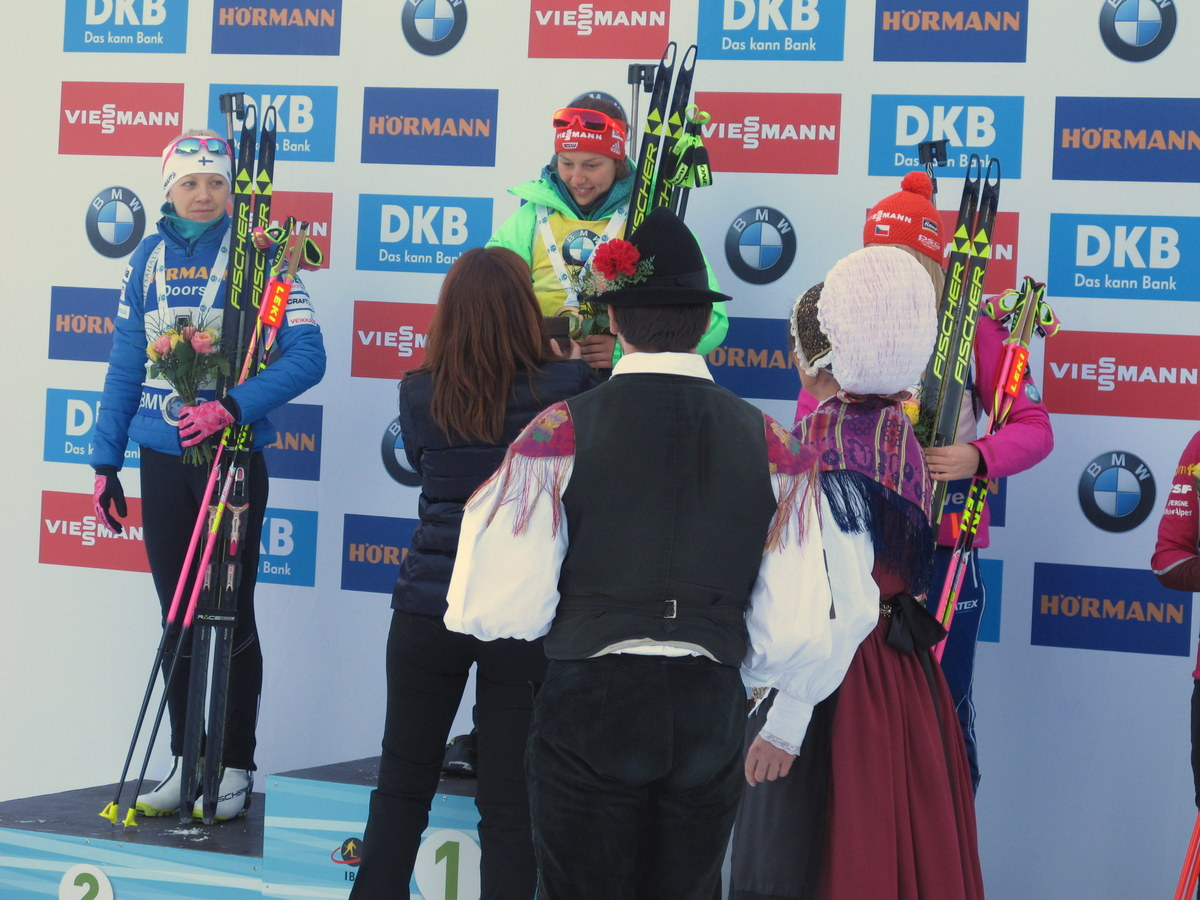
Stupně vítězů ve stíhacím závodu žen – Eva Puskarčíková je schovaná vpravo za hosteskami

Z českých mužů startoval do stíhacího závodu nejdříve Michal Krčmář na devátém místě. Zpočátku střílel čistě a vylepšoval si svou pozici, při třetí střelbě však udělal dvě chyby a propadl se na 15. místo. Při poslední zastávce na střelnici však nechyboval a rychlou jízdou si dojel pro 10. konečné umístění. Jako čtrnáctý skončil Ondřej Moravec, který si tak přes dvě chyby na střelnici polepšil z 31. místa na startu. Michal Šlesingr dojel devatenáctý.
Vedoucí závodník světového poháru Martin Fourcade startoval s čtvrtminutovým náskokem a na střelnici nechyboval. Po druhé střelbě jej dostihl rychleji střílející Anton Šipulin, který s ním pak jel společně až do poslední střelby. Při ní udělal Šipulin jednu chybu, což umožnilo Fourcadovi s náskokem zvítězit.
Sprint žen znamenal životní úspěch pro Evu Puskarčíkovou. Po jedné chybě při první střelbě sice spadla na 16. místo, ale postupně se i díky další čisté střelbě zlepšovala. Na poslední střeleckou položku přijela sice s odstupem sedmá, ale všechny soupeřky před ní s výjimkou Laury Dahlmeierové chybovaly, a tak se Puskarčíková dostala mezi ně na čtvrtou pozici. Brzy předjela Susan Dunkleeovou a Lisu Hauserovou a jela na druhé pozici. Ještě před prvním mezičasem se však před ní dostala lépe běžící Kaisa Mäkäräinenová, která si nakonec dojela pro druhé místo. Puskarčíková v cílové rovině odolala útoku Marie Dorinové Habertové a o jednu desetinu sekundy uhájila třetí místo – její první stupně vítězů v světovém poháru. „Je to najednou taková jízda, že to už ani nepobírám,“ vyjádřila svoje pocity po závodě. Veronika Vítková, které startovala jako třicátá, střílela první tři položky čistě, ale při poslední střelbě minula dva terče a nakonec skončila na 15. pozici. Nedařilo se Gabriele Koukalové, která udělala při druhé střelbě vstoje tři chyby a při položkách vstoje pak přidala vždy po jedné. V cíli udělala gesto, když přibrzdila, pustila před sebe Miriam Gössnerovou a dojela tak na 26. místě. Zvítězila Dahlmeierová, která se sice po druhé střelbě propadla na šesté místo, ale pak využila zaváhání soupeřek a do posledního kola vyjížděla s větším náskokem, který udržela.

### Štafety
Do závodu mužů nastoupilo české družstvo v novém složení bez Jaroslava Soukupa. Štafetu rozběhl Michal Šlesingr, který musel použít celkem tři náhradní náboje a Tomáši Krupčíkovi předával na desátém místě se ztrátou 23 sekund. Ten zastřílel solidně jen se dvěma chybami, ale běžel pomaleji, takže svoji pozici jen udržoval. Ondřej Moravec od něj přebral štafetu na 11. místě se ztrátou 1:11. Vleže nezasáhl jeden terč, ale vstoje střílel rychle a čistě a postoupil na sedmé místo. V posledním kole ještě zrychlil a Michalu Krčmářovi předával jako šestý. Ten se po dvou čistých střelbách se dostal na šesté místo, v posledním kole předjel Itala Thomase Bormolina, dokázal ještě zvýšit náskok na Rakušana Simona Edera a dovezl českou štafetu na pátém místě. Zvítězili francouzští biatlonisté, kteří od třetiny závodu vedli. Martin Fourcade pak v posledním kole už jen udržoval dostatečný odstup a dojel s více než čtvrtminutovým náskokem před ruskými biatlonisty.

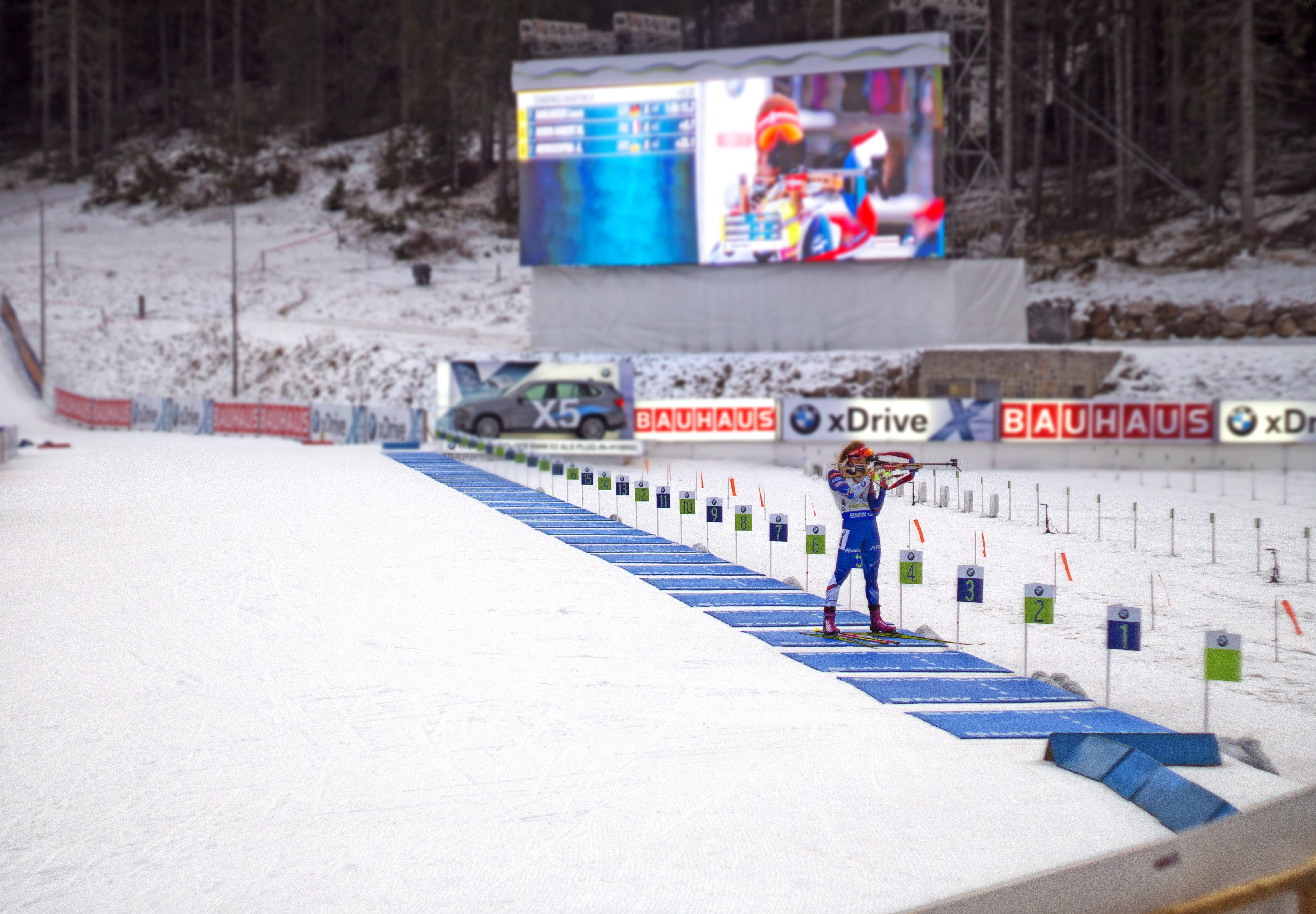
Gabriela Koukalová při štafetě

Česká štafeta žen nastupovala sice v obvyklém složení, ale v novém pořadí s Gabrielou Koukalovou v závěrečném úseku. Eva Puskarčíková se krátce po startu závodu, který se jel za velmi slabého větru, dostala do čela. To udržela až do druhé střelby, kde udělal dvě chyby, ale podařilo se jí rychle odstřílet náhradní rány. Odjížděla sice se ztrátou 10 sekund na třetím místě, ale brzy své soupeřky předjela a předávala s několikasekundovým náskokem jako první. Lucie Charvátová však při první střelbě zasáhla jen tři terče a jela tak dvě trestná kola. Z nich odjížděla se ztrátou přes minutu na 12. místě. Při další střelbě musela dvakrát dobít a navíc na trati jela pomaleji – proto svoji pozici nezlepšila a Vítkové předávala na 11. místě v čase 1:42 za vedoucími Ukrajinkami. „Lucka bohužel vůbec nezvládla první položku, ty rány šly hodně vedle, zřejmě z toho byla celá rozklepaná“, komentoval to trenér žen Zdeněk Vítek. Jeho neteř Veronika Vítková pak předjela několik soupeřek a po čisté střelbě vleže se dostala na osmé místo. Pak udělala dvě chyby vleže a Gabriele Koukalové předávala jako šestá se ztrátou 1:21. Ta střílela čistě a běžela rychle (trať zajela rychleji než všechny soupeřky), brzy předjela švýcarskou a běloruskou štafetu, ale nedokázala už předjet čistě střílející a překvapivě rychle jedoucí málo známou Ukrajinku Anastasiju Merkušinovou. Ze ztráty, která na předávce činila přes minutu, ubrala čtyřicet sekund. Česká štafeta tak skončila na čtvrtém místě. Zajímavý byl boj o vítězství, když Laura Dahlmeierová a Marie Dorinová Habertová zastřílely poslední položku čistě a ve stejném čase vyjížděly do posledního okruhu. V jeho polovině však Dahlmeierová své soupeřce ujela a s přehledem tak dovezla německou štafetu do cíle jako první.

## Pořadí zemí
| Pořadí | Země     | 1. místo | 2. místo | 3. místo | Celkově |
| ------ | -------- | -------- | -------- | -------- | ------- |
| 1.     | Francie  | 3        | 2        | 0        | 5       |
| 2.     | Německo  | 3        | 0        | 1        | 4       |
| 3.     | Norsko   | 0        | 2        | 1        | 3       |
| 4.     | Rusko    | 0        | 1        | 2        | 3       |
| 5.     | Finsko   | 0        | 1        | 0        | 1       |
| 6.     | Česko    | 0        | 0        | 1        | 1       |
| 6.     | Ukrajina | 0        | 0        | 1        | 1       |
|        | Celkem   | 6        | 6        | 6        | 18      |

## Umístění na stupních vítězů

### Muži
| Disciplína              | První místo                                                                           | Výkon                                                     | Druhé místo                                                      | Výkon                                                     | Třetí místo                                                     | Výkon                                                     |
| Sprint (10 km)          | Martin Fourcade                                                                       | 23:11,7 (0+0)                                             | Johannes Thingnes Bø                                             | 23:25,4 (0+0)                                             | Anton Šipulin                                                   | 23:26,8 (0+0)                                             |
| Stíhací závod (12,5 km) | Martin Fourcade                                                                       | 30:27,4 (0+0+0+0)                                         | Emil Hegle Svendsen                                              | 30:33,4 (0+0+0+0)                                         | Anton Šipulin                                                   | 30:33,6 (0+0+0+1)                                         |
| Štafeta (4×7,5 km)      | Francie Jean-Guillaume Béatrix Quentin Fillon Maillet Simon Desthieux Martin Fourcade | 1:11:56,5 (0+1) (0+2) (0+1) (0+0) (0+0) (0+2) (0+1) (0+0) | Rusko Maxim Cvetkov Anton Babikov Matvej Jelisejev Anton Šipulin | 1:12:12,2 (0+0) (0+0) (0+1) (0+1) (1+3) (0+0) (0+0) (0+1) | Německo Erik Lesser Matthias Dorfer Benedikt Doll Simon Schempp | 1:12:18,0 (0+3) (0+2) (0+0) (0+0) (0+3) (0+2) (0+1) (0+0) |

### Ženy
| Disciplína              | První místo                                                                               | Výkon                                                     | Druhé místo                                                                              | Výkon                                         | Třetí místo                                                                      | Výkon                                                     |
| Sprint (7,5 km)         | Laura Dahlmeierová                                                                        | 19:51,7 (0+0)                                             | Justine Braisazová                                                                       | 19:55,2 (0+0)                                 | Marte Olsbuová                                                                   | 20:13,0 (0+0)                                             |
| Stíhací závod (10 km)   | Laura Dahlmeierová                                                                        | 30:43,1 (0+2+0+0)                                         | Kaisa Mäkäräinenová                                                                      | 30:59,9 (0+0+1+1)                             | Eva Puskarčíková                                                                 | 31:01,8 (1+0+0+0)                                         |
| Štafeta (ženy) (4×6 km) | Německo Vanessa Hinzová Franziska Hildebrandová Maren Hammerschmidtová Laura Dahlmeierová | 1:11:31,1 (0+1) (0+2) (0+0) (0+3) (0+0) (0+2) (0+1) (0+0) | Francie Anaïs Chevalierová Justine Braisazová Celia Aymonierová Marie Dorinová Habertová | 1:11:41,2 (0+0) (0+1) (0+1) (0+0) (0+0) (0+0) | Ukrajina Iryna Varvynecová Julija Džymová Olena Pidhrušná Anastasija Merkušinová | 1:12:08,8 (0+0) (0+0) (0+0) (0+1) (0+2) (0+0) (0+0) (0+0) |